# Bolulla
Bolulla es un pequeño municipio de la Comunidad Valenciana, España. Está situado en la provincia de Alicante, en el interior de la comarca de la Marina Baja. Su población es de 486 habitantes (INE 2024).

## Geografía
Está enclavado en el valle de Tárbena, al pie de la Peña de Oro. Por su término municipal pasa el río Bolulla, afluente del Algar.
Desde Alicante, se accede a Bolulla por la AP-7 o la N-332 tomando en Benidorm la CV-70 y luego la CV-715 en La Nucía.
El término municipal limita con los términos de Callosa de Ensarriá, Castell de Castells, Guadalest y Tárbena.

## Historia
El origen de Bolulla es una alquería islámica que fue conquistada por Jaime I de Aragón en 1254 y dada a la mitra de Valencia. Junto con Alcia y Garx, hoy despoblados, formaba la baronía de Bolulla. En 1609 por culpa de la expulsión de los moriscos quedó despoblado; en 1646 había 14 familias.
En el siglo XIX la población había crecido hasta los 1074 habitantes, pero la emigración de finales del XIX y del siglo XX diezmó la población (257 habitantes en 1991). Sin embargo, desde los años 1990 ha habido una recuperación demográfica importante, llegando a 399 habitantes en el censo de 2007, de los cuales un 38,6 % es de nacionalidad extranjera (en su inmensa mayoría, europeos).

## Geografía humana

### Demografía
Cuenta con una población de 486 habitantes (INE 2024).
| Gráfica de evolución demográfica de Bolulla entre 1842 y 2021                                                         |
| |
| Población de derecho según los censos de población del INE. Población de hecho según los censos de población del INE. |

| Nacionalidad | Hombres | Mujeres | Total | %     | Proporción |
| ------------ | ------- | ------- | ----- | ----- | ---------- |
| Española     | 126     | 115     | 241   | 58.3% |            |
| Extranjera   | 88      | 84      | 172   | 41.6% |            |

| País        | Hombres | Mujeres | Total | %     | Proporción |
| ----------- | ------- | ------- | ----- | ----- | ---------- |
| Reino Unido | 39      | 44      | 83    | 48.3% |            |
| Alemania    | 5       | 6       | 11    | 6.4%  |            |
| Argelia     | 5       | 0       | 5     | 2.9%  |            |
| Rumania     | 3       | 1       | 4     | 2.3%  |            |
| Francia     | 1       | 2       | 3     | 1.7%  |            |
| Marruecos   | 2       | 1       | 3     | 1.7%  |            |
| Polonia     | 1       | 2       | 3     | 1.7%  |            |
| Colombia    | 2       | 0       | 2     | 1.2%  |            |
| Bulgaria    | 1       | 0       | 1     | 0.5%  |            |
| Rusia       | 0       | 1       | 1     | 0.5%  |            |
| Venezuela   | 0       | 1       | 1     | 0.5%  |            |

## Administración y política
| Periodo   | Nombre                      | Partido   |
| --------- | --------------------------- | --------- |
| 1979-1983 | Miguel Ramón Ferrer Montiel | UCD       |
| 1983-1987 | Miguel Ramón Ferrer Montiel | UCD       |
| 1987-1991 | Andrés Ferrer Ruiz          | PSPV-PSOE |
| 1991-1995 | Andrés Ferrer Ruiz          | PSPV-PSOE |
| 1995-1999 | Andrés Ferrer Ruiz          | PSPV-PSOE |
| 1999-2003 | Andrés Ferrer Ruiz          | PSPV-PSOE |
| 2003-2007 | Andrés Ferrer Ruiz          | PSPV-PSOE |
| 2007-2011 | Andrés Ferrer Ruiz          | PSPV-PSOE |
| 2011-2015 | Andrés Ferrer Ruiz          | PSPV-PSOE |
| 2015-2019 | Andrés Ferrer Ruiz          | PSPV-PSOE |
| 2019-2023 | Adrián Martínez Calafat     | PP        |
| 2023-act. | Adrián Martínez Calafat     | PP        |

## Fiestas
- Fiestas Patronales. Se celebran en honor a San José, la Dolorosa y el Santísimo Sacramento desde el tercer domingo de agosto hasta el martes siguiente.

## Monumentos y lugares de interés
- Iglesia Parroquial. Del siglo XVIII. Edificio de interés arquitectónico y declarado Bien de Relevancia Local por la Generalidad Valenciana. Su construcción finalizó en 1732, aunque en el año 1822 se amplió el templo ocupando parte de la plaza que existía delante del mismo. En el año 1995 por impulso del Rvdo. Francisco José Rayos, se llevó a cabo una íntegra y precisa restauración del campanario, ya que amanezaba ruina. Finalmente en el año 2015 por inicitaiva del Rvdo. Fco. Javier Rodríguez, se ha llevado a cabo la restauración del interior del templo, recuperando la decoración de las bóvedas y arcos, así mismo terminando la decoración de lo que en 1822 se amplió.
- Las Cuevas de la Pataeta y de la Renyinyosa
- En la Peña del Castellet, los restos del poblado y el Castillo de Garx.

## Gastronomía
De la gastronomía de Bolulla destaca la paella valenciana, el arroç amb fresols i penques y els minxos.